# لیپوواتس (راژانگ)
لیپوواتس (به صربی: Lipovac) یک منطقهٔ مسکونی در صربستان است که در ناحیه نیشاوا واقع شده‌است. لیپوواتس ۲۹۸ نفر جمعیت دارد.